# Camelien-Polka
Die Camelien-Polka ist eine Schnellpolka von Johann Strauss Sohn (op. 248). Das Werk wurde am 29. Januar 1861 im Dianabad-Saal in Wien erstmals aufgeführt. 

## Einzelnachweis
1. ↑  Quelle: Englische Version des Booklets (Seite 25) in der 52 CDs umfassenden Gesamtausgabe der Orchesterwerke von Johann Strauß (Sohn), Hrsg. Naxos (Label). Das Werk ist als vierter Titel auf der 6. CD zu hören.